# Force de défense terrestre 2017
Force de défense terrestre 2017 (Chikyû Boueigun Surî - 地球防衛軍3 lit. Earth Defence Force 3 au Japon et Earth Defense Force 2017 aux États-Unis) est un jeu vidéo de tir à la troisième personne sorti en 2006 sur Xbox 360 puis en 2012 sur PlayStation Vita. Le jeu a été développé par Sandlot et édité par D3 Publisher.

## Système de jeu
Le joueur dirige un personnage dont le maniement est très simple : il peut tirer (pour cela il dispose de deux armes sélectionnées parmi un large choix avant le début de chaque mission) ou sauter. Chaque niveau consiste en une invasion extraterrestre que le joueur devra repousser en tuant chaque ennemi.
Les ennemis sont variés : fourmis ou araignées géantes, robots, vaisseaux spatiaux et ont chacun leur point faible et leur moyen d'attaquer.
La liste des armes est variée (171 au total), du M16 au lance-roquette. La jauge de vie augmente au fur et à mesure que des items apparaissant sur certains monstres abattus sont collectés. La réalisation du jeu est délibérément à prendre au second degré en dépit des nombreux bugs d'affichage et de la piètre réalisation graphique.
Force de Défense Terrestre 2017 comprend 53 missions et 5 niveaux de difficulté (de facile à inferno).
Un mode coopératif en écran splitté est disponible. Aucun mode en ligne via le Xbox Live n'est proposé.
Terminer le jeu au niveau de difficulté maximal déverrouille une arme surpuissante appelée genocide gun. Cette arme est pratiquement inutilisable compte tenu de sa puissance et de son champ d'action.

## Accueil critique
Les journalistes spécialisés ont dans l'ensemble pointé du doigt une réalisation graphique jugée pauvre et un gameplay parfois contestable. Il est vrai que le jeu souffre d'un contenu en deçà des standards du genre et d'une localisation bâclée. Cependant, le jeu a reçu un accueil global plutôt favorable en dépit des griefs retenus et le consensus global fait état d'un jeu inexplicablement divertissant. Le site Gamekult parle d'un jeu « Idiot, laid mais jouissif, [qui] fait partie de ces titres qui à première vue n'ont rien pour eux, mais qui n'en cachent pas moins un potentiel ludique non négligeable ».
Force de défense terrestre 2017 obtient la note globale de 71 % (fondée sur 58 critiques) sur le site GameRankings.
Certains mettent en avant le caractère résolument « vieille école », la réalisation artistique ostensiblement au second degré et encensent la jouabilité hardcore du titre.